# Puerto Pérez
Puerto Pérez es una localidad y municipio de Bolivia, ubicado en la provincia de Los Andes del departamento de La Paz. El municipio tiene una superficie de 67,5 km² y cuenta con una población de 8.157 habitantes (según el Censo INE 2012). Se encuentra ubicado a 61 km de la ciudad de La Paz, sede del gobierno del país, a orillas del lago Titicaca.
El municipio fue creado mediante Ley N° 647 del 5 de octubre de 1984 durante la presidencia de Hernán Siles Suazo, desprendiéndose del municipio de Batallas.

## Geografía
Presenta un relieve de planicie ligeramente ondulada a montaña, con una temperatura promedio de 13 °C y precipitaciones marcadas de diciembre a abril.
Se ubica en la parte oeste de la provincia y del departamento de La Paz, ocupando parte del lago Titicaca. Limita al norte con el lago Titicaca, al noroeste con el municipio de San Pedro de Tiquina de la provincia de Manco Kapac mediante límite hidrográfico, al oeste y sur con el municipio de Pucarani, y al este con el municipio de Batallas. Comprende en su territorio varias islas en el lago Titicaca, entre ellas: Isla Suriqui, Isla Quehuaya, Isla Pariti, entre otras pertenecientes al Archipiélago de Wiñaymarca.

## Demografía
De acuerdo con el censo boliviano de 2024, la población del municipio de Puerto Pérez es de 7 874 habitantes.
La población del municipio aumentó sólo ligeramente entre 1992 y 2024:
| Año  | Habitantes (municipio) | Fuente |
| ---- | ---------------------- | ------ |
| 1992 | 7586                   | Censo  |
| 2001 | 7830                   | Censo  |
| 2012 | 7028                   | Censo  |
| 2024 | 7874                   | Censo  |

## Economía
La principal actividad económica de su población es la agricultura, con cultivos de papa, oca, haba, arveja, zanahoria y cebolla. Otra actividad importante es la ganadería, con la cría de ganado vacuno, ovino y porcino. Los productos obtenidos son comercializados en la feria de Batallas.
Asimismo, la población se dedica a la artesanía, la misma que es desarrollada principalmente en la isla Suriqui, utilizando como materia prima fundamental la totora, con la cual construyen balsas de reconocida fama internacional, motivo por el cual la isla es visitada por una gran cantidad de turistas, contando para ello con hoteles que prestan un buen servicio.
En el ámbito turístico, las islas de Puerto Pérez son el lugar donde se encuentra la mayor concentración de chullpares (enterratorios arqueológicos) del país, tanto así que fue declarado Monumento Nacional arqueológico en 1937 durante el gobierno de David Toro.